# Zum schwarzen Bären (Weimar)

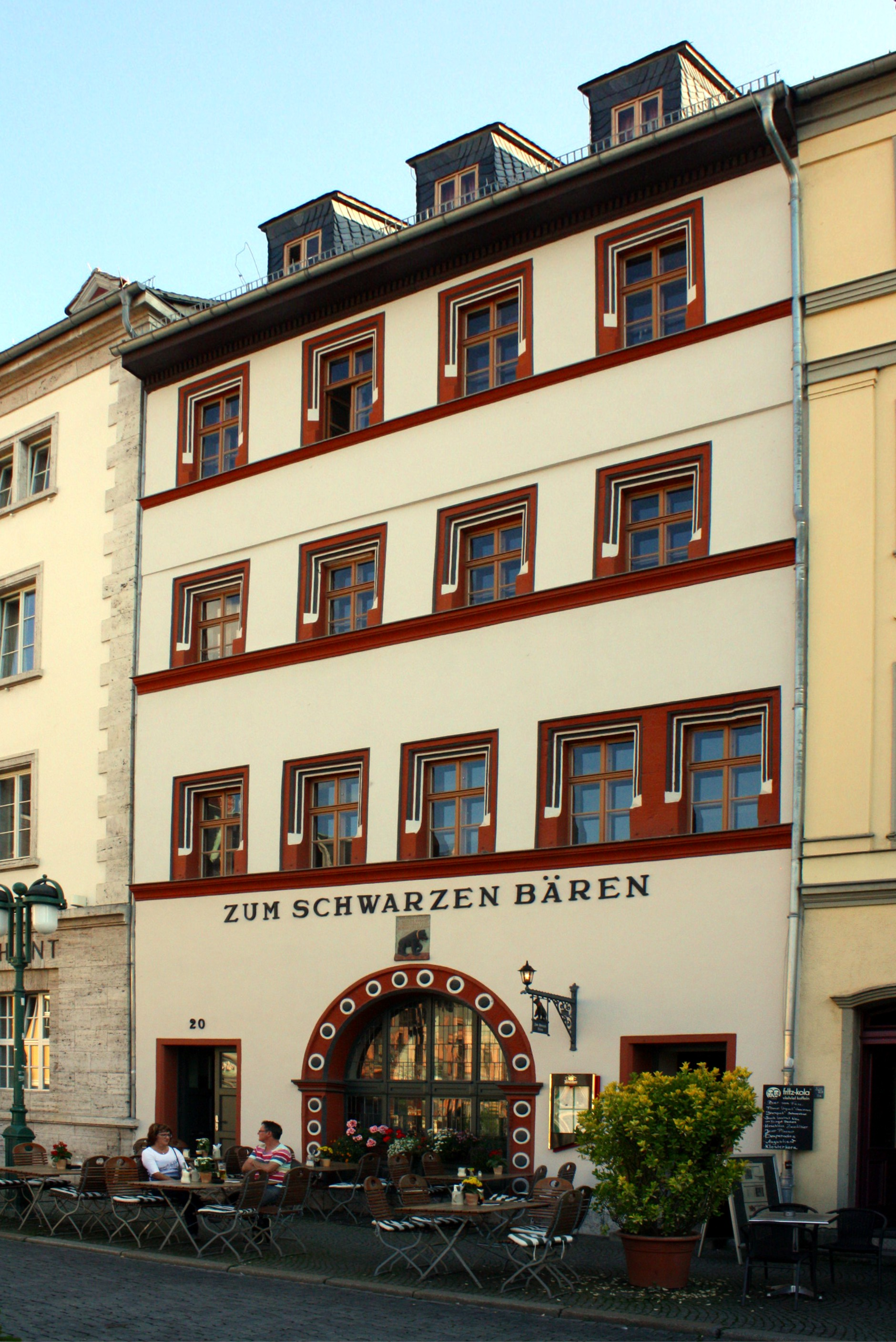
Gasthof „Zum Schwarzen Bären“

Das Gasthaus Zum schwarzen Bären ist eine Speisegaststätte mit Ferienwohnung auf dem Markt 20 in Weimar an dessen Südseite.

## Geschichte
Das Gasthaus wurde im Jahr 1540 errichtet und ist das älteste noch betriebene in der Stadt gelegen mitten im Zentrum. Damit ist es zehn Jahre älter als das Cranachhaus. Als es errichtet wurde, war es in seiner Art auch das einzige seiner Art in der Stadt. Dieses bekam den Namen Zum schwarzen Bären, welches über dem ehemaligen Torbogen auch unschwer zu erkennen ist. Dieses hat die Umschrift: Das Haus steht in Gottes Hand, zum schwartzen Beren es genant. Unter dem Bären auf dem Bildfeld steht V.D.M.I.AE für (Verbum Domini manet in aeternum – das Wort des Herrn bleibt in Ewigkeit). Auffällig ist außerdem ein erst 1926 freigelegter Rundbogen im Renaissancestil aus Weimarer Travertin, der bei der letzten Restaurierung grell rot überstrichen wurde.
Zum Teil kündet noch heute das Interieur von seiner bewegten Geschichte. Dazu zählt u. a. der Kachelofen, stilistisch an die Renaissance-Zeit anknüpft, jedoch wohl eine Zutat aus dem 19. Jahrhundert der Gründerzeit ist. Häufig waren hier Einquartierungen, die den Wirten hohe Verluste eingebracht hatten. Das war u. a. im Dreißigjährigen Krieg der Fall. Ein Bärenwirt begründete 1696 den benachbarten Gasthof „Zum Elefanten“, der nach seinem Abriss 1935 durch Hermann Giesler 1937 zum „Hotel Elephant“ wurde. Der Bärenwirt, der 1696  den Gasthof kaufte, der zum „Hotel Elephant“ wurde, war der herzogliche Mundschenk Andreas Barittig. Im 1877 ließ der damalige Besitzer auf den schwarzen Bären ein weiteres Stockwerk draufsetzen. Nach den Bombardierungen 1945 wurde der Gastbetrieb eingestellt und erst 1999 wiedereröffnet.
Der gesamte Markt einschließlich dieses Hauses steht auf der Liste der Kulturdenkmale in Weimar (Sachgesamtheiten und Ensembles). Außerdem steht es auf der Liste der Kulturdenkmale in Weimar (Einzeldenkmale).